# Sarāb-e Bardīn
Sarāb-e Bardīn (persiska: سَرابَردين, سراب بردین) är en ort i Iran.   Den ligger i provinsen Lorestan, i den västra delen av landet, 400 km sydväst om huvudstaden Teheran. Sarāb-e Bardīn ligger 1 409 meter över havet och antalet invånare är 140.
Terrängen runt Sarāb-e Bardīn är lite bergig.Runt Sarāb-e Bardīn är det ganska tätbefolkat, med 72 invånare per kvadratkilometer. Närmaste större samhälle är Khorramābād, 14,9 km söder om Sarāb-e Bardīn. Omgivningarna runt Sarāb-e Bardīn är i huvudsak ett öppet busklandskap.